# Serie C 1957/1958
Soutěžní ročník Serie C 1957/1958 byl 20. ročník třetí nejvyšší italské fotbalové ligy. Konal se od 15. září 1957 do 25. května 1958. Vítězem se stal klub Reggiana.

## Události
Pavia byla 11. září 1957 odvolána ze soutěže kvůli bankrotu, místo zaplnila Siracusa. Tato sezona byla poslední která se hrála v jedné skupině. Kvůli obrovským dálkám, které mezi sebou kluby hrály se nakonec 20. července 1957 federace rozhodla, že rozdělí Serii C na dvě skupině (sever a jih) od následující sezony. Proto nikdo nesestupoval a aby se předešlo riziku zkreslení konce sezóny, rozhodla se federace oživit Italský pohár a zaručit přístup prvním osmi klubům.
Do Serie B postoupil vítěz Reggiana a Vigevano, které skončilo na 2. místě.

## Tabulka
| Poř. | Tým           | Z  | V  | R  | P  | VG | OG | B  |
| ---- | ------------- | -- | -- | -- | -- | -- | -- | -- |
| 1.   | Reggiana      | 34 | 17 | 9  | 8  | 49 | 33 | 43 |
| 2.   | Vigevano      | 34 | 16 | 9  | 9  | 52 | 39 | 41 |
| 3.   | Sarom Ravenna | 34 | 16 | 8  | 10 | 62 | 39 | 40 |
| 4.   | Carbosarda    | 34 | 15 | 10 | 9  | 42 | 34 | 40 |
| 5.   | Pro Vercelli  | 34 | 15 | 8  | 11 | 35 | 26 | 38 |
| 6.   | Siena         | 34 | 12 | 14 | 8  | 39 | 35 | 38 |
| 7.   | Biellese      | 34 | 12 | 12 | 10 | 40 | 30 | 36 |
| 8.   | Legnano       | 34 | 12 | 11 | 11 | 53 | 41 | 35 |
| 9.   | Catanzaro     | 34 | 15 | 5  | 14 | 43 | 41 | 35 |
| 10.  | FEDIT         | 34 | 11 | 12 | 11 | 32 | 32 | 34 |
| 11.  | Reggina       | 34 | 11 | 10 | 13 | 24 | 36 | 32 |
| 12.  | Siracusa      | 34 | 11 | 9  | 14 | 37 | 53 | 31 |
| 13.  | Cremonese     | 34 | 11 | 9  | 14 | 29 | 43 | 31 |
| 14.  | Salernitana   | 34 | 10 | 10 | 14 | 32 | 44 | 30 |
| 15.  | Pro Patria    | 34 | 11 | 7  | 16 | 42 | 45 | 29 |
| 16.  | Mestrina      | 34 | 11 | 6  | 17 | 39 | 40 | 28 |
| 17.  | Sanremese     | 34 | 10 | 6  | 18 | 40 | 58 | 26 |
| 18.  | Livorno       | 34 | 7  | 11 | 16 | 35 | 51 | 25 |

Poznámky
- Z = Odehrané zápasy; V = Vítězství; R = Remízy; P = Prohry; VG = Vstřelené góly; OG = Obdržené góly; B = Body
- za výhru 2 body, za remízu 1 bod, za prohru 0 bodů.
- při rovnosti bodů rozhodoval rozdíl mezi vstřelených a obdržených branek.

|  | Postup do Serie B |